# Kostel svatého Martina (Šurany)
Kostel sv. Martina se nachází v Šuranech, v městské části Nitriansky Hrádok, který je mimo jiné znám i nálezem Hrádocké venuše. Původní stavba tohoto kostela pochází z 18. století. V roce 1967 byla postavena nová věž a v roce 2000 byla provedena rozsáhlá rekonstrukce a přestavba celé budovy. Svým atypickým vzhledem se zařadila mezi zajímavosti blízkého regionu.